# Design universal
Design Universal, ou Design Inclusivo, que significa "design que inclui" (o contrário de excluir) e "design para todos", é um enfoque no design de produtos (leia-se filosofia de design), serviços e ambientes a fim de que sejam usáveis pelo maior número de pessoas possível independente de idade, habilidade ou situação. Está diretamente relacionado ao conceito de sociedade inclusiva e sua importância tem sido reconhecida pelo governo, empresários e indústria.
No Design Universal, o designer estuda uma série de questões que geralmente não são abordadas em um projeto comum, porque neste trabalho ele precisa considerar todas as possibilidades de uso, por usuários muito diferentes. Isso inclui questões sociais, históricas, antropológicas, econômicas, políticas, tecnológicas, e principalmente de ergonomia e usabilidade.
Design Universal é um termo relativamente novo que surgiu do "design acessível" - livre de barreiras para dar acessibilidade a pessoas com deficiência.
Conforme a expectativa de vida cresce e a medicina progride, há um grande interesse em Design Universal.

## Princípios do design universal[1]
- Uso equitativo
- Flexibilidade no uso
- Uso simples e intuitivo
- Informação perceptível
- Tolerância ao erro
- Redução no gasto energético
- Espaço apropriado